# Kernia ovata
Kernia ovata är en svampart som först beskrevs av C. Booth, och fick sitt nu gällande namn av Malloch & Cain 1973. Kernia ovata ingår i släktet Kernia och familjen Microascaceae.   Inga underarter finns listade i Catalogue of Life.